# Smilax remotinervis
Smilax remotinervis är en enhjärtbladig växtart som beskrevs av Hand.-mazz. Smilax remotinervis ingår i släktet Smilax och familjen Smilacaceae. Inga underarter finns listade.